# Ryszard Kaczorowski
Ryszard Kaczorowski (Białystok, 26 de noviembre de 1919 - Smolensk, 10 de abril de 2010) fue un político y estadista polaco. Entre 1989 y 1990 fue presidente de Polonia en el exilio. Sucedió como presidente a Kazimierz Sabbat y dejó el cargo tras la celebración de elecciones libres y con total independencia de la Unión Soviética que permitió a Lech Wałęsa convertirse en el primer presidente democráticamente elegido en Polonia tras la Segunda Guerra Mundial. El fin de su presidencia supuso el fin de los 45 años de un gobierno polaco en el exilio.
Ryszard Kaczorowski falleció en abril de 2010 en un accidente de aviación junto al presidente Lech Kaczyński y otros 95 altos mandatarios, personalidades y tripulación polacos que acudían en visita oficial a Smolensk (Rusia).

## Condecoraciones
- Febrero del 2010: Medalla honorífica Bene Merito, otorgada por el Ministro de Relaciones Exteriores de Polonia.